# عليبة (شبام)
'

تعديل مصدري - تعديل

عليبة هي إحدى قرى عزلة شبام بمديرية شبام التابعة لمحافظة حضرموت، بلغ تعداد سكانها 76 نسمة حسب تعداد اليمن لعام 2004.